# Beaujolais

Escut del Beaujolais

El Beaujolais és una regió geogràfica de França i una antiga província del regne de França, que comprèn part del departament del Roine a la regió d'Alvèrnia Roine-Alps i de Saona i Loira a la regió de Borgonya-Franc Comtat.

## Viticultura

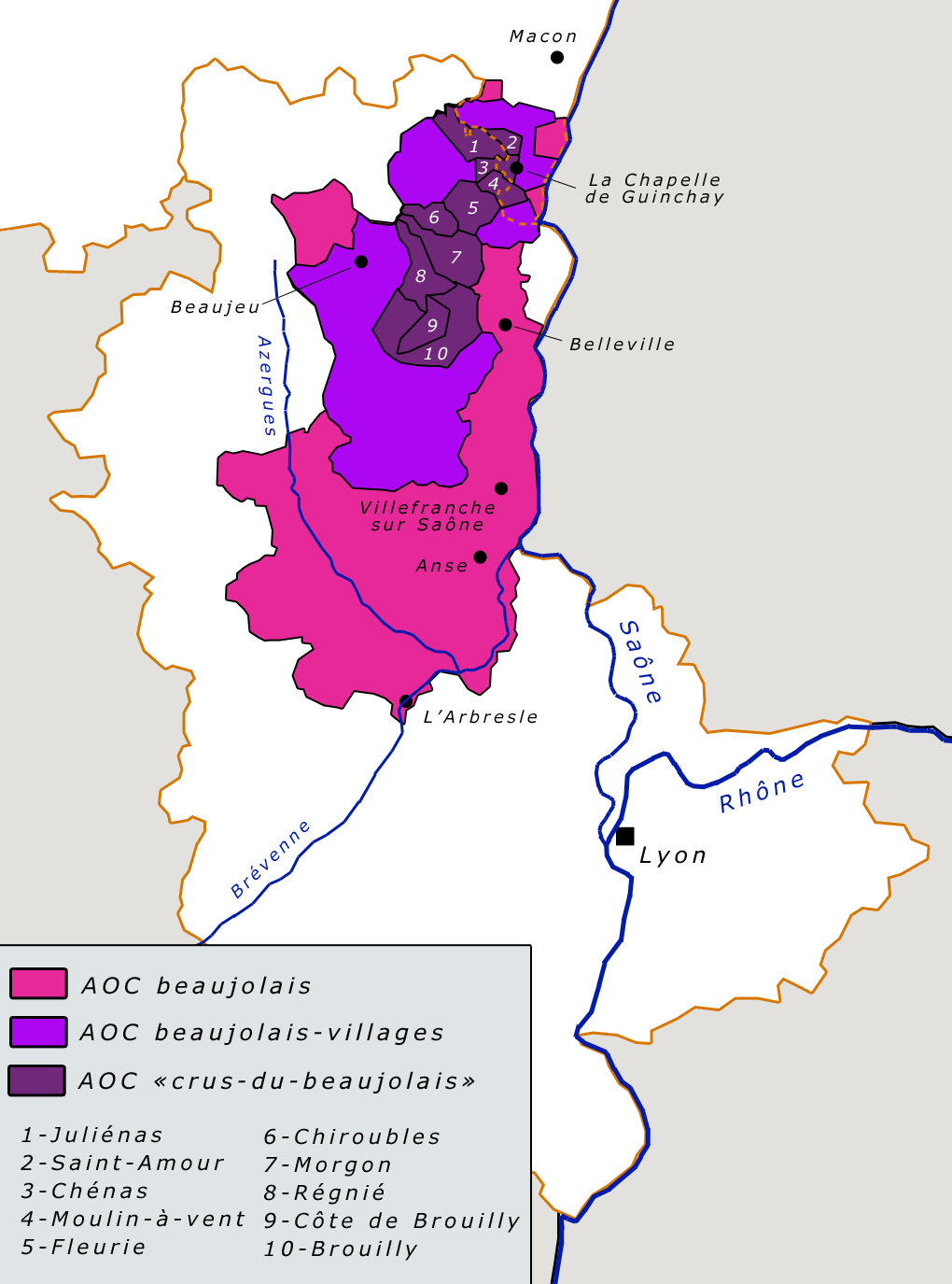
Mapa de les vinyes beaujolais

És una regió vinícola que produeix majoritàriament vi negre de raïm gamay i una mica de blanc de Chardonnay.
Al sud de la regió es produeix la major part del beaujolais AC, beaujolais-villages AC i quasi tot el vi novell anomenat beaujolais nouveau (anomenat també beaujolais primeur), que s'exporta a tot el món a partir del tercer dijous de novembre (fins al 1985 era el 15 de novembre), només unes quantes setmanes després de la verema i elaborat amb un procés de vinificació accelerat, ja que la fermentació només ha durat 4 o 5 dies, amb una admirable operació de màrqueting.
Al nord de la regió (Haut-Beaujolais), 10 crus produeixen el millor beaujolais amb etiquetatge i AC pròpia: 
- Brouilly.
- Chénas.
- Chiroubles.
- Côte de Brouilly.
- Fleurie.
- Juliénas.
- Morgon.
- Moulin-à-Vent.
- Régnié.
- Saint-Amour.[1]